# 万亿 (音乐家)
万亿（1984年10月3日—），汉族，出生于江西南昌进贤县，当代二胡演奏家。

## 简介
万亿曾举办多场个人独奏音乐会，也曾出访世界几十个国家与地区进行演出及文化交流活动，其曾于维也纳市政大厅、悉尼歌剧院、意大利歌剧院、多伦多交响乐团音乐厅、德国科隆音乐厅、国家大剧院等处登台演出。
2005年10月，获“中国文化艺术政府奖文华艺术院校奖——第二届民族乐器演奏比赛”二胡青年组铜奖；2010年11月，参加上海音乐学院主办的“第一届全国二胡音乐新作品征集比赛”，首演二胡独奏曲《长白山 随想》获佳作奖。
2011年2月，受中国中央电视台科教频道之邀，参与“妙音无限”节目的录制，受到中央电视台记者关于其“二胡演奏艺术”的采访并在中央电视台播出。《光明网》
《中国艺术报》
《人民音乐》《中国音乐报》《中国民乐》《音乐周报》《北京晨报》《新浪娱乐》等报刊杂志对其音乐会及艺术成就分别做了专题采访报道。中央电视台、中国国际广播电台等曾播出他的独奏音乐会实况并做专题采访。